# Anderson C. Rose
Anderson C. Rose war ein US-amerikanischer Politiker. In den Jahren 1855 und 1856 war er Vizegouverneur des Bundesstaates Rhode Island.
Über Anderson Rose gibt es so gut wie keine verwertbaren Quellen. Seine Lebensdaten liegen ebenso im Dunklen wie sein beruflicher Werdegang mit Ausnahme seiner Zeit als Vizegouverneur. Sicher ist nur, dass er zumindest für einige Zeit in New Shoreham im Newport County lebte und Mitglied der Demokratischen Partei war. Im Jahr 1856 wurde er an der Seite von William W. Hoppin zum Vizegouverneur von Rhode Island gewählt. Dieses Amt bekleidete er zwischen 1855 und 1856. Dabei war er Stellvertreter des Gouverneurs und Vorsitzender des Staatssenats. Nach dem Ende seiner Zeit als Vizegouverneur verliert sich seine Spur wieder.